# 1998년 AFC 청소년 축구 선수권 대회
1998년 AFC 청소년 축구 선수권 대회는 1998년 10월 17일부터 10월 31일까지 태국 치앙마이에서 개최된 30번째 AFC 청소년 축구 선수권 대회이다. 이 대회에서 준결승전에 진출한 4개 팀은 나이지리아에서 열린 1999년 FIFA 세계 청소년 축구 선수권 대회에서 아시아 대표로 참가할 자격을 획득했다.

## 예선
1998년 AFC 청소년 축구 선수권 대회 본선 진출 팀은 다음과 같이 결정되었다. 본선 조 추첨은 1998년 8월 28일에 태국 치앙마이에서 진행되었다. A조에는 사우디아라비아·쿠웨이트·태국·카자흐스탄·인도, B조에는 대한민국·일본·중국·이라크·카타르가 각각 편성되었다.
- 태국 (개최국)
- 쿠웨이트 (예선 1조 1위)
- 카타르 (예선 2조 1위)
- 사우디아라비아 (예선 3조 1위)
- 이라크 (예선 4조 1위)
- 카자흐스탄 (예선 5조 1위)
- 인도 (예선 6조 1위)
- 중화인민공화국 (예선 7조 1위)
- 대한민국 (예선 8조 1위)
- 일본 (예선 9조 1위)

## 조별 예선

### A조
| 팀             | 경기 | 승 | 무 | 패 | 득 | 실 | 차 | 승점 |
| -------------- | ---- | -- | -- | -- | -- | -- | -- | ---- |
| 사우디아라비아 | 4    | 3  | 1  | 0  | 5  | 1  | +4 | 10   |
| 카자흐스탄     | 4    | 2  | 1  | 1  | 7  | 5  | +2 | 7    |
| 태국           | 4    | 1  | 3  | 0  | 6  | 2  | +4 | 6    |
| 쿠웨이트       | 4    | 0  | 2  | 2  | 2  | 5  | -3 | 2    |
| 인도           | 4    | 0  | 1  | 3  | 3  | 10 | -7 | 1    |

| 1998년 10월 17일 |     |                |                               |
| ---------------- | --- | -------------- | ----------------------------- |
| 태국             | 0–0 | 사우디아라비아 | 700주년 기념 경기장, 치앙마이 |
| 1998년 10월 17일 |     |                |                               |
| 카자흐스탄       | 3–2 | 인도           | 700주년 기념 경기장, 치앙마이 |
| 1998년 10월 19일 |     |                |                               |
| 태국             | 4–0 | 인도           | 700주년 기념 경기장, 치앙마이 |
| 1998년 10월 19일 |     |                |                               |
| 쿠웨이트         | 0–1 | 사우디아라비아 | 700주년 기념 경기장, 치앙마이 |
| 1998년 10월 21일 |     |                |                               |
| 쿠웨이트         | 0–2 | 카자흐스탄     | 700주년 기념 경기장, 치앙마이 |
| 1998년 10월 21일 |     |                |                               |
| 사우디아라비아   | 2–0 | 인도           | 700주년 기념 경기장, 치앙마이 |
| 1998년 10월 23일 |     |                |                               |
| 인도             | 1–1 | 쿠웨이트       | 700주년 기념 경기장, 치앙마이 |
| 1998년 10월 23일 |     |                |                               |
| 태국             | 1–1 | 카자흐스탄     | 700주년 기념 경기장, 치앙마이 |
| 1998년 10월 25일 |     |                |                               |
| 사우디아라비아   | 2–1 | 카자흐스탄     | 700주년 기념 경기장, 치앙마이 |
| 1998년 10월 25일 |     |                |                               |
| 태국             | 1–1 | 쿠웨이트       | 700주년 기념 경기장, 치앙마이 |

### B조
| 팀             | 경기 | 승 | 무 | 패 | 득 | 실 | 차 | 승점 |
| -------------- | ---- | -- | -- | -- | -- | -- | -- | ---- |
| 대한민국       | 4    | 3  | 1  | 0  | 8  | 3  | +5 | 10   |
| 일본           | 4    | 2  | 1  | 1  | 13 | 6  | +7 | 7    |
| 중화인민공화국 | 4    | 1  | 1  | 2  | 7  | 8  | -1 | 5    |
| 카타르         | 4    | 1  | 1  | 2  | 2  | 6  | -4 | 3    |
| 이라크         | 4    | 1  | 0  | 3  | 6  | 13 | -7 | 2    |

| 1998년 10월 18일 |     |                |                               |
| ---------------- | --- | -------------- | ----------------------------- |
| 대한민국         | 3–2 | 중화인민공화국 | 700주년 기념 경기장, 치앙마이 |
| 1998년 10월 18일 |     |                |                               |
| 카타르           | 2–1 | 이라크         | 700주년 기념 경기장, 치앙마이 |
| 1998년 10월 20일 |     |                |                               |
| 카타르           | 0–0 | 대한민국       | 700주년 기념 경기장, 치앙마이 |
| 1998년 10월 20일 |     |                |                               |
| 일본             | 2–2 | 중화인민공화국 | 700주년 기념 경기장, 치앙마이 |
| 1998년 10월 22일 |     |                |                               |
| 일본             | 6–2 | 이라크         | 700주년 기념 경기장, 치앙마이 |
| 1998년 10월 22일 |     |                |                               |
| 중화인민공화국   | 1–0 | 카타르         | 700주년 기념 경기장, 치앙마이 |
| 1998년 10월 24일 |     |                |                               |
| 카타르           | 0–4 | 일본           | 700주년 기념 경기장, 치앙마이 |
| 1998년 10월 24일 |     |                |                               |
| 이라크           | 0–3 | 대한민국       | 700주년 기념 경기장, 치앙마이 |
| 1998년 10월 26일 |     |                |                               |
| 중화인민공화국   | 2–3 | 이라크         | 700주년 기념 경기장, 치앙마이 |
| 1998년 10월 26일 |     |                |                               |
| 대한민국         | 2–1 | 일본           | 700주년 기념 경기장, 치앙마이 |

## 결선 토너먼트
|  | 준결승전             | 준결승전 |                      |       | 결승전 | 결승전 |
|  |                      |          |                      |       |        |        |
|  | 10월 29일 - 치앙마이 |          |                      |       |        |        |
|  |                      |          |                      |       |        |        |
|  | 사우디아라비아       | 2        |                      |       |        |        |
|  | 사우디아라비아       | 2        | 10월 31일 - 치앙마이 |       |        |        |
|  | 일본                 | 4        |                      |       |        |        |
|  | 일본                 | 4        | 대한민국             | 2     |        |        |
|  | 10월 29일 - 치앙마이 |          | 대한민국             | 2     |        |        |
|  |                      | 일본     | 1                    |       |        |        |
|  | 대한민국 (p)         | 일본     | 1                    | 2 (4) |        |        |
|  | 대한민국 (p)         |          |                      | 2 (4) |        |        |
|  | 카자흐스탄           | 2 (3)    |                      |       |        |        |
|  | 카자흐스탄           | 2 (3)    | 3·4위전              |       |        |        |
|  |                      |          |                      |       |        |        |
|  | 10월 31일 - 치앙마이 |          |                      |       |        |        |
|  |                      |          |                      |       |        |        |
|  | 사우디아라비아       | 3        |                      |       |        |        |
|  | 사우디아라비아       | 3        |                      |       |        |        |
|  | 카자흐스탄           | 1        |                      |       |        |        |

### 준결승전
| 1998년 10월 29일 |                  |            |                               |
| ---------------- | ---------------- | ---------- | ----------------------------- |
| 사우디아라비아   | 2–4              | 일본       | 700주년 기념 경기장, 치앙마이 |
| 1998년 10월 29일 |                  |            |                               |
| 대한민국         | 2–2 승부차기 4–3 | 카자흐스탄 | 700주년 기념 경기장, 치앙마이 |

### 3·4위전
| 1998년 10월 31일 |     |            |                               |
| ---------------- | --- | ---------- | ----------------------------- |
| 사우디아라비아   | 3–1 | 카자흐스탄 | 700주년 기념 경기장, 치앙마이 |

### 결승전
| 1998년 10월 31일 |     |      |                               |
| ---------------- | --- | ---- | ----------------------------- |
| 대한민국         | 2–1 | 일본 | 700주년 기념 경기장, 치앙마이 |

## 우승
| 1998년 AFC 청소년 축구 선수권 대회 |
| ---------------------------------- |
| 대한민국 9번째 우승                |

## 1999년 FIFA 세계 청소년 축구 선수권 대회 참가 팀
다음 4개 팀은 나이지리아에서 열린 1999년 FIFA 세계 청소년 축구 선수권 대회 참가 자격을 획득했다.
- 대한민국 (1998년 AFC 청소년 축구 선수권 대회 우승)
- 일본 (1998년 AFC 청소년 축구 선수권 대회 준우승)
- 사우디아라비아 (1998년 AFC 청소년 축구 선수권 대회 3위)
- 카자흐스탄 (1998년 AFC 청소년 축구 선수권 대회 4위)